# Jean David Bouché
Jean David Bouché (auch Carl Paul Bouché; * 1747 in Berlin; † 1819 ebenda) war ein deutscher Gärtner und eine wichtige Persönlichkeit des Berliner Gartenbaus.

## Leben
Jean David Bouché stammt aus einer alten hugenottischen Familie, die seit 1685 in Berlin ansässig war und als Gärtnerfamilie Bouché bekannt wurde. Sein Vater Pierre Bouché (1703–1784) erneuerte den Obst- und Gemüseanbau in Berlin und der Mark Brandenburg. 1781 übernahm Bouché den väterlichen Betrieb. Im selben Jahr heiratete er Henriette Marie Töpfer. Mit ihr hatte er zwei Söhne: Peter Friedrich Bouché und Peter Carl Bouché, die sein Werk weiterführten. Carl David Bouché, der spätere Leiter des Botanischen Gartens Berlin war sein Enkel.
Gleich seinem Vater, machte sich Bouché ebenfalls mit verschiedenen Neuerungen, unter anderem durch seine über Normalmaß großen Treibhäuser, einen Namen. In diesen Treibhäusern pflegte der König oft allein oder mit Gefolge seinen Kaffee einzunehmen.
Hohe Staatsbeamte folgten dem König und so wurden die Treibhäuser Bouchés das ganze Jahr über zu einem gesellschaftlichen Treffpunkt. Bouché führte in Berlin die Blumenzwiebelkultur ein und wurde somit eine wichtige Persönlichkeit des Berliner Gartenbaus. Bouché brachte als Erster die Hortensie auf den deutschen Markt.
Jean David Bouché starb 1819 im Alter von 72 Jahren in Berlin.